# Hvězdná brána: Hluboký vesmír
Hvězdná brána: Hluboký vesmír (v anglickém originále Stargate Universe, zkracováno jako SGU) je kanadsko-americký vojenský seriál ze sci-fi světa Hvězdné brány.
Výchozím příběhem seriálu je objevení způsobu využití devátého zámku na hvězdné bráně, který byl doposud obestřen tajemstvím. Každá brána má totiž zámků devět. Sedm jich slouží ke spojení s jinou bránou ve stejné galaxii. Osmý symbol umožňuje spojení s bránou v jiné galaxii, kde je však kvůli energetické náročnosti nutné přídavné napájení, jako například antické ZPM.
Hned v pilotní dvojepizodě je ujasněno, že devátý zámek slouží k zadání adresy, která ve vesmíru vyhledá antickou vesmírnou loď Destiny, ať se nachází kdekoliv. Toto spojení si však také nevystačí s běžnou energií, a SGC muselo proto vystavět základnu na jiné planetě, kde brána získávala geotermální energii.
Premiéra anglické verze prvního dvojdílu proběhla 2. října 2009, a to: v USA na stanici Syfy (Sci-Fi Channel), ve Velké Británii na Sky One a v Kanadě na kanále SPACE.
Druhá řada začala, opět na stanici Syfy, 28. září 2010, a sice v 9 hodin večer místního času. Od přesunutí seriálu na úterní večery si stanice slibovala zvýšení sledovanosti, které ale nenastalo. 16. prosince 2010 tedy Syfy oznámila, že 2. série bude také tou poslední. Oznámení zcela očekávaně odstartovalo vlnu internetových peticí.
Poslední, v pořadí 40. epizoda seriálu Hvězdná brána: Hluboký vesmír (a současně také všech seriálů světa Hvězdné brány obecně), Gauntlet, byla odvysílána 9. května 2011 televizí Syfy. Vysílací čas byl 21:00 amerického času, tedy 3:00 následujícího dne CEST.
15. ledna 2011 česká komerční televize TV Nova oznámila, že zakoupila vysílací práva na obě série seriálu, který zamýšlela vysílat i s českým dabingem od 12. prosince 2012 na dceřiné televizi Fanda.

## Rozluštění
V novém seriálu Hvězdná brána: Hluboký vesmír dostali Lidé ze Země možnost dostat se na Antickou loď Destiny a to za použití bájného devátého symbolu. Adresa Destiny je jedinečná, protože se neváže na výchozí bod země, tudíž může cestovat a používat bránu zároveň.
Tato loď byla kdysi součástí velkého experimentu Antiků, jehož účelem bylo zkoumání signálu, který vznikl při velkém třesku a nebyl rozhodně přírodní, byl umělý a to dokazovalo existenci inteligence na samotném počátku věků.
Před lodí Destiny Antici vyslali několik konstrukčních lodí, které měly za úkol rozmístit po vesmíru hvězdné brány, samotná Destiny pak měla tyto lodě následovat s tím, že se na ni Antici přesunou bránou až bude loď hlouběji ve vesmíru. Antikové experiment nikdy nedotáhli do konce, protože se nakonec soustředili na povznesení.
Zápletka by se měla týkat expedice, která se na základně Icarus snažila přijít na kloub devátému symbolu, a když se jim podaří navázat stabilní červí díru, jsou nuceni ji použít k úniku ze základny, která se zatím stala cílem útoku. Ocitnou se tak na Destiny, která se podobně jako Atlantida stane další lidskou kolonií. Expedice však uvízne na lodi a jediné, co mohou, je navázat spojení s nejbližšími branami nebo použít komunikační kameny ke spojení se Zemí. Je možností, že se expedice časem setká i s jednou z oněch lodí, které měly za úkol brány vyrábět.

## Postavy
- Dr. Nicholas Rush - Robert Carlyle:[7]

„Brilantní machiavelistický vědec na lodi“, kterého producent Joseph Mallozzi poprvé zmínil ve svém blogu v půlce listopadu 2008 pod jménem Dr. David Rush. Posádka lodi věří, že Rush přichází o rozum, ale Rush dělá všechno z určitého důvodu. Carlyle vysvětlil v rozhovoru, že po smrti své ženy je Rush poháněný možností prozkoumávat vesmír. Mallozi v polovině prosince 2008 upřesnil zprávy o postavách s tím, že Rush „není vůdcem neplánované expedice. Tato čest připadá plukovníkovi Everettovi Youngovi. Prozatím. Ale věci se mohou změnit na palubě lodi, která je obsluhována různorodou skupinou lidí, z nichž má každý různý plán…“ V původních návrzích postav nebyl Rush zahrnut, i když byl potvrzenou hlavní postavou. Wright a Cooper měli v úmyslu, aby byla postava Nicholase Rushe velmi odlišná od předchozích postav světa Hvězdné brány, „někdo, kdo není hrdina ani padouch, ale spíše složitá postava se svými mnoha chybami.“ Rok předtím než byl obsazen, chtěl skotský herec Robert Carlyle ve své kariéře zkusit něco nového a oslovil televizní společnosti v Los Angeles. Nabídli mu několik rolí, ale nejvíce se mu zamlouval seriál Hvězdná brána: Hluboký vesmír, protože „najednou se ve vesmíru otevíralo drama a to je to, co v minulosti poněkud žánru chybělo.“ Byl si vědom úspěchu Hvězdné brány a viděl „celkem dost epizod seriálu Hvězdná brána a spoustu epizod seriálu Hvězdná brána: Atlantida.“ Carlyle přijal nabídku díky přístupu Wrighta a Coopera k dramatu a díky směru seriálu a je „více než připraven“ hrát tuto postavu možná i několik let. Carlyle si pro roli nechává svůj skotský přízvuk.
- Plukovník Everett Young - Justin Louis:[7]

V původní návrhu postavy popsán jako „pohledný, schopný, bývalý vůdce SG týmu,“ který je ve svých čtyřiceti letech plukovníkem. Je „jako Jack O'Neill před deseti lety,“ ale má ostřejší hrany. Na začátku Hlubokého vesmíru byl asi pět let ženatý a je dočasný velitel tajné základny na jiné planetě. Young je na lodi Rushův nepřítel.
- Nadporučík Matthew Scott - Brian J. Smith:[7]

Zkušený a dobře trénovaný letec ve věku 26 let a mladší člen SGC s hodností nadporučíka. Je „mentálně nepřipravený na naléhavost situace“ na palubě lodi. V prvotním obsazení byl pojmenován Jared Nash. Předtím než byl odsazen do této role, Brian J. Smith rok a půl pracoval jako divadelní herec v New Yorku. Svoji zkoušku na roli v Hlubokém vesmíru si natočil a byl pozván na kamerovou zkoušku do Los Angeles. Pár dnů po zkoušce obdržel zprávu, že byl obsazen do role. Na roli se připravoval vojenským výzkumem. Předtím než byl obsazen, neviděl mnoho televizních epizod Hvězdné brány, ale později dohonil velkou část epizod seriálu Hvězdná brána.
- Chloe Armstrongová - Elyse Levesqueová:[7]

Je „úžasná a sexy“ dcera amerického senátora ve věku 23 let. Její postava prochází zkouškami po tragické smrti svého otce a zoufalými poměry, které vládnou na vesmírné lodi, kde je posádka v podstatě uvězněna. Její otec (ztvárněný hercem Christopherem McDonaldem) měl politický dohled nad projektem programu Hvězdné brány, jehož cílem bylo vytočit devátý zámek. Předtím než se producenti dohodli na definitivním jménu, byla postava pojmenovaná Chloe Carpenter a Chloe Walker. Její „skvěle odlišný konkurz“ přesvědčil producenty, aby ji obsadili, protože předvedla „strhující rozsah ve dvou rozlišných a náročných scénách.“
- Eli Wallace - David Blue:[7]

V prvotním obsazení je pojmenovaný Eli Hitchcock. Eli Wallace je „absolutní flákač“ a ve svých 20 letech „naprostý génius“ v matematice, počítačích a dalších oborech. Je to sociální vyvrženec s „jízlivým smyslem pro humor“ a postrádá důvěru ve svou inteligenci. Rozpis postavy ho přirovnává k postavě Matta Damona ve filmu Good Will s trochou postavy Jacka Blacka. Bude hlavním zdrojem žertovných kousků v seriálu. David Blue, prohlašující se za fanouška sci-fi seriálů, viděl všechny epizody seriálů Hvězdná brána a Hvězdná brána: Atlantida.
- Nadporučík Tamara Johansenová - Alaina Huffmanová:[7]

V prvotním obsazení a rozpisu postavy je pojmenovaná Tamara Jon. Je to zdravotnice SGC, která má zkušenosti z mimozemských misí a její hodnost je nadporučík. Přátelé jí říkají „TJ.“ Po smrti hlavního lékaře základny Icarus v pilotní episodě „Air“, zjistí, že je osoba s největšími zdravotnickými zkušenostmi na palubě Destiny. Pochází ze skromného prostředí, přesto je „krásná, houževnatá, chytrá a schopná,“ ale také má tajnou minulost s dalším členem nové posádky Destiny. Na začátku seriálu je ohromena nedostatkem zdravotnických znalostí, zkušeností, léků a zásob na palubě lodi. Mallozzi považoval kamerové zkoušky Alainy Huffman v prosince 2008, „za tak dobré, že bychom museli být blázni, abychom ji neobsadili.“
- Seržant Ronald Greer - Jamil Walker Smith:[7]

V prvotních castingových dokumentech je pojmenován Ron „Psycho“ Stasiak. Ronald Greer je „velký, silný, tichý“ příslušník námořní pěchoty s tajemnou minulostí, který nad sebou nemá kontrolu v nebojových situacích. Má hodnost vrchního rotmistra. Rozpis postavy ho přirovnává k postavě „Hoot,“ kterou ve filmu Černý jestřáb sestřelen hraje Eric Bana.
- Camile Wrayová - Ming-Na:[7]

Camile Wrayová je první otevřeně homosexuální postava ve světě Hvězdné brány. Je zástupcem IOA na palubě Destiny a podporuje civilní vedení na lodi. Ming-Na byla v prvních dvou epizodách připisována k pravidelným postavám, ale poté byla přesunuta k vedlejším postavám. Od epizody „Justice“ je znovu pravidelnou postavou.
- Plukovník David Telford - Lou Diamond Phillips[7]